# Aeroportul St Mary's
Aeroportul St Mary's (IATA: ISC, ICAO: EGHE) este un aeroport din Cornwall, South West England, Anglia, Regatul Unit ce deservește zona Trenoweth⁠(d). Aeroportul a fost tranzitat în 2022 de 86.846 de pasageri.
Situat la o altitudine de 35 m, aeroportul dispune de 2 piste. Este operat de Council of the Isles of Scilly⁠(d).

## Infrastructură

### Piste
Aeroportul dispune de 2 piste. Pista 09/27 are suprafața de asfalt și dimensiunile 523 m × 18 m. Pista 14/32 are suprafața de asfalt și dimensiunile 695 m × 23 m. 